# 스트러셰니

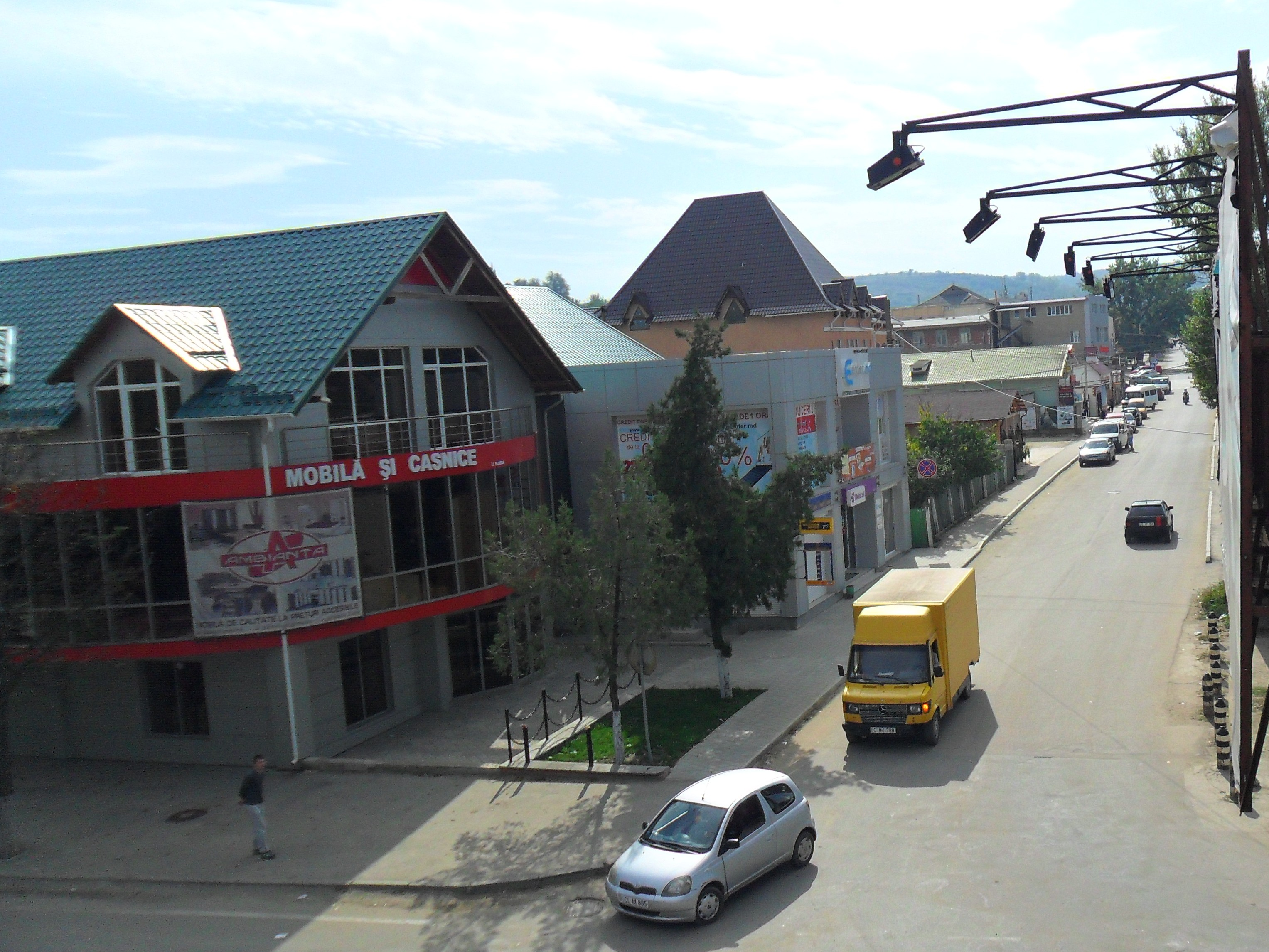
스트러셰니

스트러셰니(루마니아어: Strășeni)는 몰도바 중부에 위치한 도시로 스트러셰니 구의 행정 중심지이며 높이는 236m, 인구는 21,200명(2012년 기준)이다.